# Prosopocera holoalba
Prosopocera holoalba là một loài bọ cánh cứng trong họ Cerambycidae.